# Шкала Бофорта

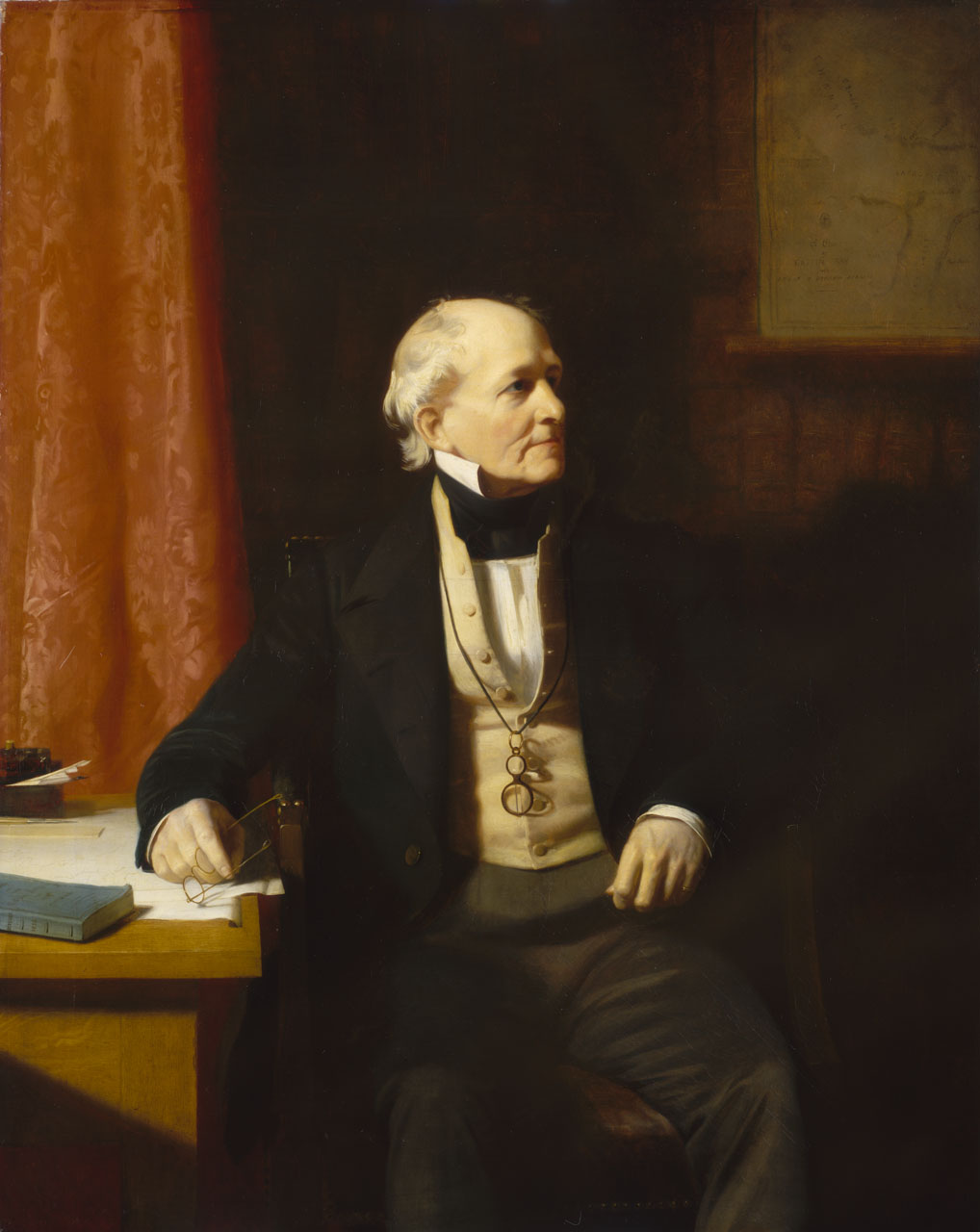
Автор шкалы Фрэнсис Бофорт

Шкала Бо́форта — двенадцатибалльная шкала, принятая Всемирной метеорологической организацией для приближённой оценки скорости ветра по его воздействию на наземные предметы или по волнению в открытом море. Средняя скорость ветра указывается на стандартной высоте 10 метров над открытой ровной поверхностью.
Шкала разработана ирландским гидрографом Фрэнсисом Бофортом в 1805 году. Впервые была применена в экспедиции знаменитого корабля HMS Beagle под командованием капитана Роберта Фицроя, затем ставшего основоположником Метеорологического департамента.
В начале XIX века наблюдения за погодой в море уже велись, но единой шкалы принято не было. С 1874 года шкала Бофорта используется в международной синоптической практике. Первоначально в ней не указывалась скорость ветра (добавлена в 1926 году).
Скорость ветра в шкале Бофорта определяется эмпирической формулой:
- v = 0.836 B3/2 м/с
- v = 1.625 B3/2 уз ({\displaystyle ={\frac {13}{8}}{\sqrt {B^{3}}}})

где v - скорость ветра в 10 метрах над поверхностью моря, а B - балл по шкале Бофорта.
В 1946 году, чтобы различать тропические ураганные ветры разной силы, Бюро погоды США расширило шкалу с 12 до 17 баллов. Ныне расширенная шкала используется только на Тайване и в Китае, где тайфуны такой силы не являются редкостью.

## Современная шкала
Высота волн в шкале приведена для открытого океана, а не прибрежной зоны.
| Баллы Бофорта | Словесное определение силы ветра | Средняя скорость ветра | Средняя скорость ветра | Средняя скорость ветра | Средняя скорость ветра | Действие ветра | Действие ветра | Изображение |
| Баллы Бофорта | Словесное определение силы ветра | м/с                    | мили/ч                 | км/ч                   | узлов                  | на суше | на море | Изображение |
| ------------- | -------------------------------- | ---------------------- | ---------------------- | ---------------------- | ---------------------- | --- | --- | ----------- |
| 0             | Штиль                            | < 0,3                  | < 0,7                  | < 1,1                  | < 0,6                  | Безветрие. Дым поднимается вертикально, листья деревьев неподвижны. | Зеркально гладкое море. |             |
| 1             | Тихий                            | 0,3—1,5                | 0,7—3                  | 1,1—5                  | 0,6—2                  | Направление ветра заметно по относу дыма, но не по флюгеру. | Рябь, пены на гребнях волн нет. Высота волн до 0,1 м. |             |
| 2             | Лёгкий                           | 1,6—3                  | 4—7                    | 6—11                   | 3—6                    | Движение ветра ощущается лицом, шелестят листья, приводится в движение флюгер. | Короткие волны максимальной высотой до 0,3 м, гребни не опрокидываются и кажутся стекловидными. |             |
| 3             | Слабый                           | 4—5                    | 8—12                   | 12—19                  | 7—10                   | Листья и тонкие ветви деревьев с листвой всё время колышутся, флюгер крутится без частых остановок, ветер развевает лёгкие флаги, дым как бы слизывается с верхушки трубы (при скорости ветра более 4 м/с).                                 | Короткие, хорошо выраженные волны. Гребни, опрокидываясь, образуют стекловидную пену. Изредка образуются маленькие барашки. Средняя высота волн 0,6 м, максимальная около 0,9 м. |             |
| 4             | Умеренный                        | 6—7                    | 13—17                  | 20—28                  | 11—15                  | Ветер поднимает пыль и бумажки, качаются тонкие ветви деревьев и без листвы, флюгер крутится беспрерывно. Дым перемешивается в воздухе, теряя форму. Это лучший ветер для работы обычного ветрогенератора (при диаметре ветроколеса 3—6 м). | Волны удлинённые, барашки видны во многих местах. Максимальная высота волн до 1,5 м. |             |
| 5             | Свежий                           | 8—10                   | 18—24                  | 29—38                  | 16—20                  | Ветер свистит в ушах, переносит пыль и мусор. Движение ветра ощущается рукой, качаются тонкие стволы и средние сучья деревьев, вытягиваются и полощут большие флаги.                                                                        | Хорошо развитые в длину, но не крупные волны, максимальная высота волн 2,5 м, средняя — 2 м. Повсюду видны белые барашки (в отдельных случаях образуются брызги). |             |
| 6             | Сильный                          | 11—13                  | 25—30                  | 39—49                  | 21—26                  | Качаются средние стволы и толстые сучья деревьев, тонкие деревья гнутся, гудят телеграфные провода, трудно пользоваться зонтом. | Начинают образовываться крупные волны. Белые пенистые гребни занимают значительные площади, вероятны брызги. Максимальная высота волн — до 4 м, средняя — 3 м. |             |
| 7             | Крепкий                          | 14—17                  | 31—38                  | 50—61                  | 27—33                  | Качаются большие деревья, гнутся сучья, трудно идти против ветра. | Волны громоздятся, гребни время от времени срываются ветром, пена ложится полосами по ветру. Максимальная высота волн до 5,5 м. |             |
| 8             | Очень крепкий                    | 18—20                  | 39—46                  | 62—74                  | 34—40                  | Ветер ломает тонкие ветви и сухие сучья деревьев, говорить на ветру нельзя, идти против ветра очень трудно. | Умеренно высокие длинные волны. По краям гребней начинают взлетать брызги. Полосы пены ложатся рядами по направлению ветра. Максимальная высота волн до 7,5 м, средняя — 5,5 м. |             |
| 9             | Шторм                            | 21—24                  | 47—54                  | 75—88                  | 41—47                  | Гнутся большие деревья, ломаются ветки и сучья. Небольшие повреждения, ветер срывает черепицу, дымовые трубы и шифер с крыш. | Высокие волны (максимальная высота — 10 м, средняя — 7 м). Пена широкими плотными полосами ложится по ветру. Гребни волн начинают опрокидываться и рассыпаться в брызги, которые ухудшают видимость.                                                                                   |             |
| 10            | Сильный шторм                    | 25—28                  | 55—63                  | 89—102                 | 48—55                  | Значительные разрушения, ветер валит мелкие деревья и вырывает их с корнем. На суше наблюдается редко. | Очень высокие волны (максимальная высота — 12,5 м, средняя — 9 м) с длинными загибающимися вниз гребнями. Образующаяся пена выдувается ветром большими хлопьями в виде густых белых полос. Поверхность моря белая от пены. Сильный грохот волн подобен ударам.                         |             |
| 11            | Жестокий шторм                   | 29—32                  | 64—72                  | 103—117                | 56—63                  | Большие разрушения на значительном пространстве. Наблюдается очень редко[где?]. | Видимость плохая. Исключительно высокие волны (максимальная высота — до 16 м, средняя — 11,5 м). Суда небольшого и среднего размера временами скрываются волнами из вида. Море всё покрыто длинными белыми слоями пены, располагающимися по ветру. Края волн повсюду сдуваются в пену. |             |
| 12            | Ураган                           | ≥33                    | ≥73                    | ≥118                   | ≥64                    | Огромные разрушения, серьёзно повреждены здания, строения и дома, деревья вырваны с корнями, растительность уничтожена. Случай крайне редкий[где?].                                                                                         | Исключительно плохая видимость. Воздух наполнен пеной и брызгами. Всё море покрыто полосами пены. Высота волн 20 и более метров. |             |